# On a tout révisé
On a tout révisé est une émission animée par Laurent Ruquier sur France 2. Avec ses chroniqueurs, ils passent en revue l’année écoulée de façon humoristique ; l’émission est entrecoupée de gags, d’épreuves et de chansons.

## Histoire
La première diffusion de l’émission a lieu le 29 décembre 2009 ; l’émission est considérée comme un succès puisque réunissant 4,4 millions de téléspectateurs, c’est-à-dire 18 % de l’audience. Une deuxième programmation est donc prévue pour le 22 juin 2010, mais elle est reportée au 13 juillet à cause des matchs Nigéria – Corée du Sud et Argentine – Grèce de la Coupe du monde de football, diffusés par France 2[réf. nécessaire]. Pour ce deuxième numéro, l’audience est de 2,44 millions soit 15,4 % du public ; elle a la deuxième place des audiences de la soirée. Le 25 septembre 2010, un nouveau numéro est diffusé. Avec 2,49 millions de téléspectateurs, le taux d’audience est considéré comme plutôt décevant puisque ne réunissant que 12,5 % du public.
Une émission rétrospective de début 2011 fut diffusée le 31 mai 2011. Lors de ce quatrième numéro, en plus de ses chroniqueurs habituels, Laurent Ruquier décide d'intégrer des humoristes de son émission quotidienne On n'demande qu'à en rire pour faire des « chansons gag » ou bien pour participer à l'épreuve « commis d'office. » Les douze humoristes ou duos d'humoristes d'On n'demande qu'à en rire présents lors de ce numéro sont Lamine Lezghad et Florent Peyre, Jérémy Ferrari, Babass et Constance, Arnaud Tsamere, Les Lascars gays, Olivier de Benoist, Garnier et Sentou et Nicole Ferroni.